# Lipp Vilmos
Lipp Vilmos János (Pest, 1835. december 11. – Keszthely, 1888. január 3.) bölcseleti doktor, régész, csorna-premontrei kanonok és főgimnáziumi igazgató.

## Élete
Pesti jómódú polgári családból származott. Középiskoláit ugyanott a piaristáknál végezte 1844 és 1852 között. A 7. osztályból lépett a kegyesrendiek közé és novíciusi évét 1853-ban Vácott töltötte. A 8. osztályt Selmecen végezte, majd mint tanár 1855-ben Léván, 1856-ban Nagybecskereken működött. 1857-ben mint teológus Kalocsán volt, ahol májusban megvált a rendtől és szeptember 19-én premontreivé lett Csornán.
1858-1859-ben Keszthelyen tanárkodott, 1860-ban Szombathelyre helyeztetett át. 1868 októberében tanári vizsgát tett latin, görög és német nyelvből. 1878-ban bölcseleti doktorrá avatták. 1861-ben felszentelték. 1880 elején Keszthelyre ment igazgatónak.
Az archaeológiai és philológiai társaság választmányi tagja volt. A régészet iránti hajlamot benne is Rómer Flóris ébresztette, amidőn őt Szombathelyt többször fölkeresve, a vidék római emlékeit együtt kutatták. A Vasmegyei Közlöny útján, mely szintén Lipp alapítása, már 1871-ben a megyei múzeumegylet létrejöttét szorgalmazta. Trefort Ágoston közoktatásügyi miniszter figyelmét is felkeltette, aki Lippet tanulmányi célból 1876-ban hosszabb olaszországi útra küldte. Hivatalos kötelessége mellett fokozatos kedvvel foglalkozott régészeti tanulmányokkal és Keszthely környékén ásatásokat folytatott, ahol egy páratlan gazdagságú és terjedelmű népvándorláskori temetőre bukkant, amelynek leleteit a Magyar Nemzeti Múzeum népvándorlási gyűjteményébe küldte. 
A keszthelyi Szent Miklós-temetőben helyezték örök nyugalomra (V. parcella, 4. sor, 14. sírhely). Síremlékét 2021-ben újította fel a Nemzeti Örökség Intézete.

## Kitüntetései
- Ferenc József-rend lovagkeresztje (1886)

## Művei
- 1868 Schlemil Péter csodálatos története (Chamisso után ford.). Néplap (szerk. Kis István)
- 1871-78 Szombathelyi közlemények. Archaeologiai Értesítő
- 1873 Az egylet rövid története. A vasmegyei régészeti egylet évi Jelentése
- 1873 Savariai fölirattanulmányok I-II. Uo.
- 1873 Az őskorról. Uo.
- 1874 Közép és ujkori érmek. Uo.
- 1874 Megalith vagyis őskori síremlékek és sírhalmok. Uo.
- 1874 Néhány szó a bronzkorról. Uo.
- 1874 Fölirattanulmányok III-IV. Uo.
- 1874 A vasmegyei régészeti egylet római fölirattára. Uo.
- 1875 A római köznép az első császárok alatt. Uo.
- 1875 A római agyagipar a vasm. régiségtárban. Uo.
- 1875 Hazai iparczikkek a vasm. régiségtárban. Uo.
- 1875 Felirattanulmányok: katonai diploma Traján császártól V. Uo.
- 1876 Lelhelyeink. Uo.
- 1876 Ó-római életképek: A nők, Circus és amphitheatrum. Uo.
- 1876 Felirattanulmányok VI-VII. Uo.
- 1876 A történelem előtti kor Vasm. Uo.
- 1877 A római szobrászat emlékei Vasmegyében. Uo.
- 1877 Ó-római életképek: A temetkezések. Uo.
- 1877 Föliratos edények a vasm. régiségtárban. Uo.
- 1877 Adalék a Rumy-serleg történetéhez. Uo.
- 1877 Egy német nyereg a XIV. századból. Uo.
- 1877 A vasm. régiségtár fémérmei. Uo.
- 1878 A vasm. régiségtár köréből. Uo.
- 1878 Kisebb-nagyobb római föliratok. Uo.
- 1879 A borghesi viador. Uo.
- 1879 A történelem-előtti idő. Uo.
- 1879 Gót emlékek Vasm. Uo.
- 1879 Őskori temető Keszthelyen. Uo.
- 1879 A vasmegyei régészeti egylet római fölirattára. Uo.
- 1880 Vázlatok Savaria közéletéből. Magyar orvosok és természetvizsgálók Munkálatai XXI.
- 1880 Adalékok a római szobrászat emlékeihez Vasm. Uo.
- 1880 Ujabb Keszthelyi leletek. Uo.
- 1881 A szülőkhöz. Keszthelyi főgymnasium Értesítője
- 1881 Szabó Imre emlékezete. A vasmegyei régészeti egylet évi Jelentése
- 1882 Magyar egyességlevél 1558-ból. Történelmi Tár
- 1882 Tanulmányok. Szombathely
- 1884 Keszthely és vidéke multjából. A vasmegyei régészeti egylet évi Jelentése
- 1884 Renaissance-kori tárgyak a vasm. régiségtárban. Uo.
- 1884 Ötvösműipar Pannoniában a népvándorlás korában. Keszthelyi főgymnasium Értesítője
- 1884 A keszthely-dobogói sírmező. Budapest
- 1884 A keszthelyi sírmezők. Budapest (ism. Arch. Értesítő V.; Budapesti Szemle XLIV. 1885)
- 1885 Monumenta musei savariensis, vasmegyei régiségtár. A vasmegyei régészeti egylet évi Jelentése
- 1886 A fenéki sírmező. Uo.
- 1887 A vasm. régiségtár: Őskori emlékek, Római emlékek, Oklevélgyűjteményemből. Uo.

Szerkesztette a Vasmegyei Közlönyt 1877. január 1-től 1879. január 5-ig és mint titkár a vasmegyei régészeti egylet Jelentéseit 1873-1879-ig VII. évfolyamát Szombathelyt.

### Kéziratai
- Walter Scott, tanulmány Schmidt Juliántól és Bodenstedtnek egy novellája; két magyar vígjátékot is írt, egyike: Igazmondó címmel 1870-ben Szombathelyt színre is került.

## Emlékezete

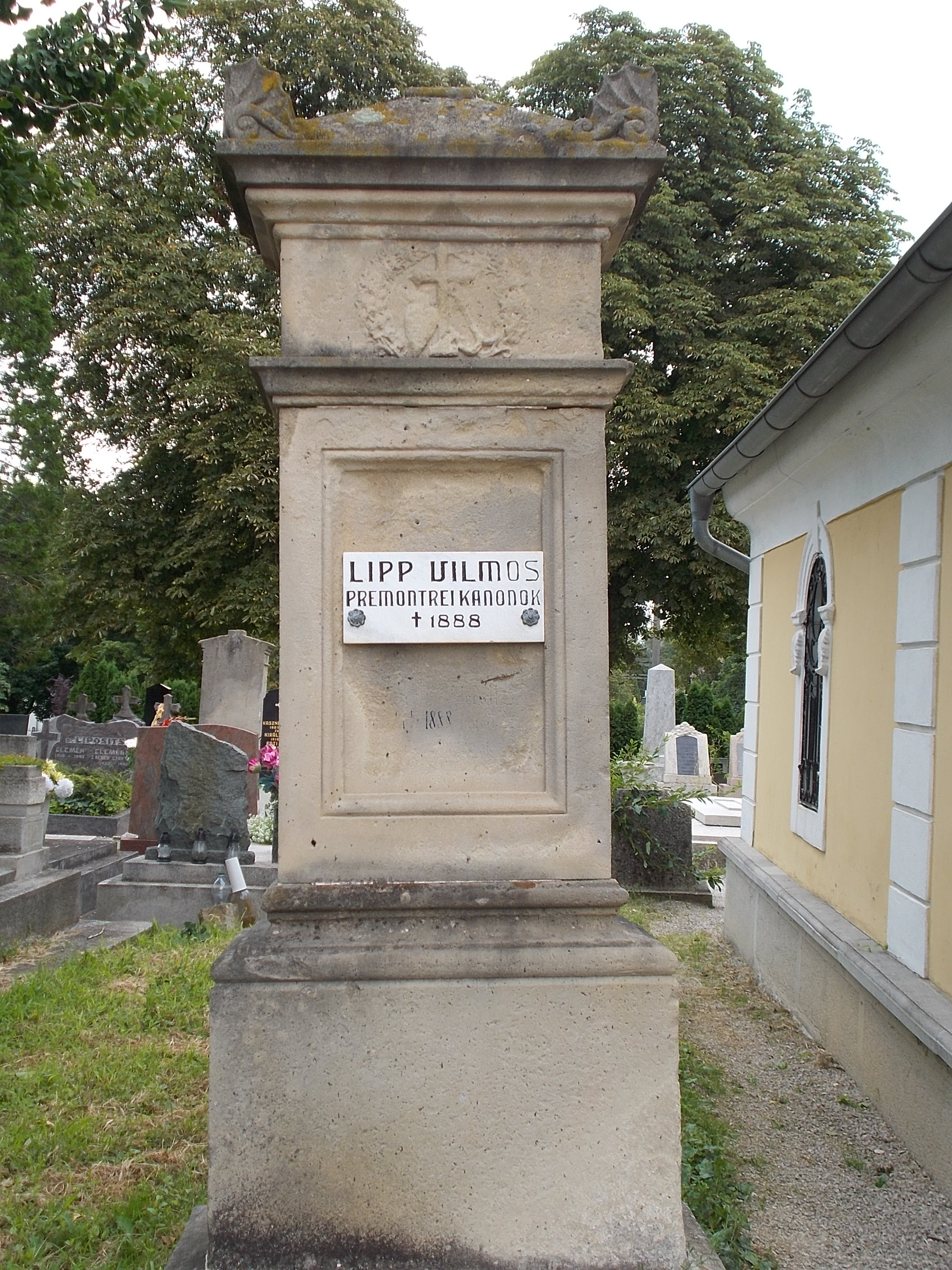
Síremléke 2016-ban
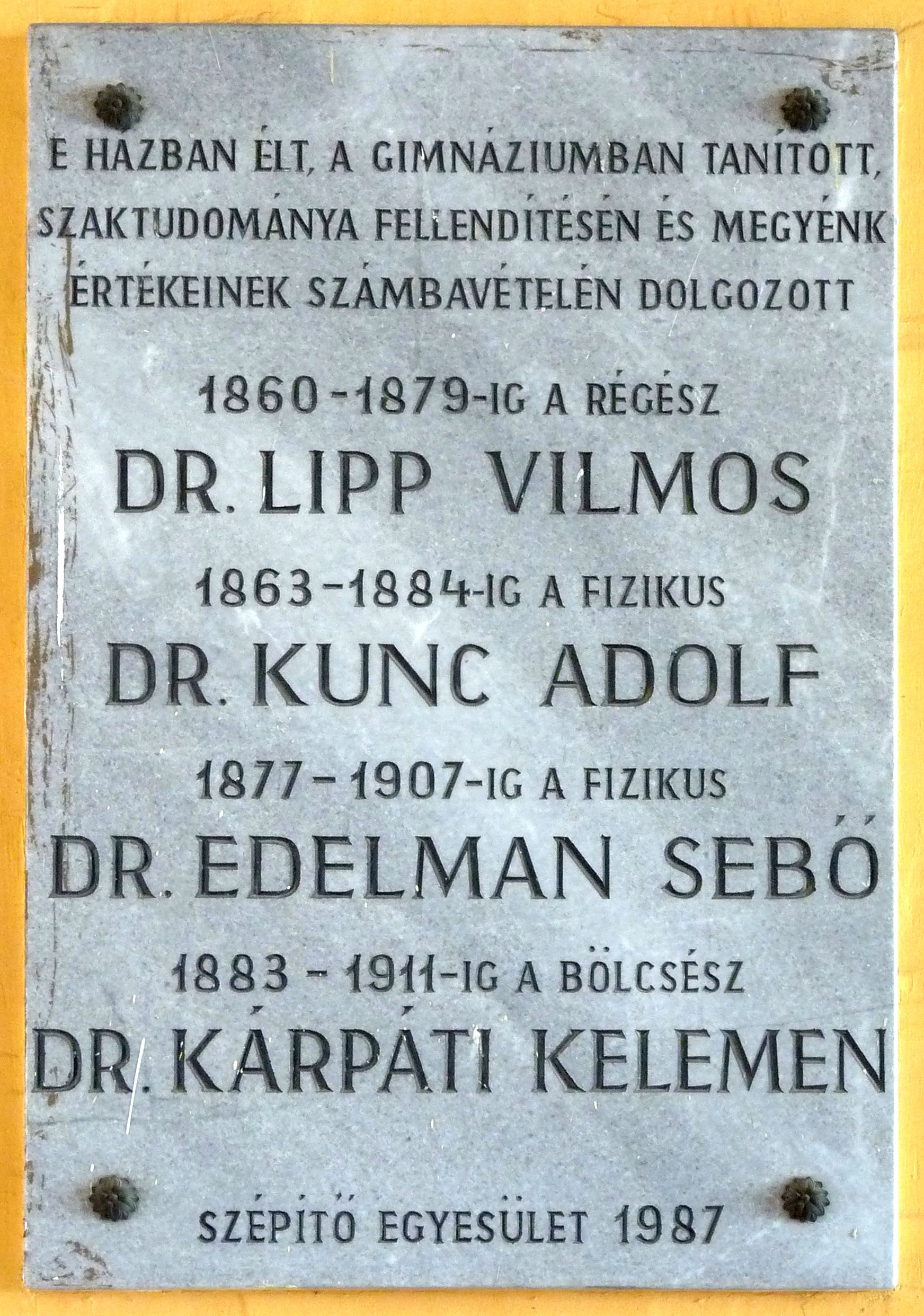
Szombathelyi emléktábla

- Szombathelyen és Keszthelyen utca van róla elnevezve (Lipp Vilmos utca, Lipp Vilmos köz).